# 婚礼房
婚礼房（Camera degli Sposi）位于意大利曼托瓦的公爵宫内，是一个布满了安德烈亚·曼特尼亚使用错觉艺术（Illusionism）手法的湿壁画的房间。在15世纪，画家画婚礼房时，曼托瓦由贡扎加家族统治，当时，他们充当雇佣军国家，换取强大邻国米兰和威尼斯的支持，以维持曼托瓦的政治自主权。。订制婚礼房湿壁画的卢多维科三世·冈萨加，是当时曼托瓦的统治者，本人也受过专业士兵的训练，他寻求委托安德烈亚·曼特尼亚，这位已经成名的著名画家，来为自己画婚礼房，借以在当时文艺复兴时期人文主义的政治生态下，赋予贡扎加家族的统治，以更高的文化声誉。

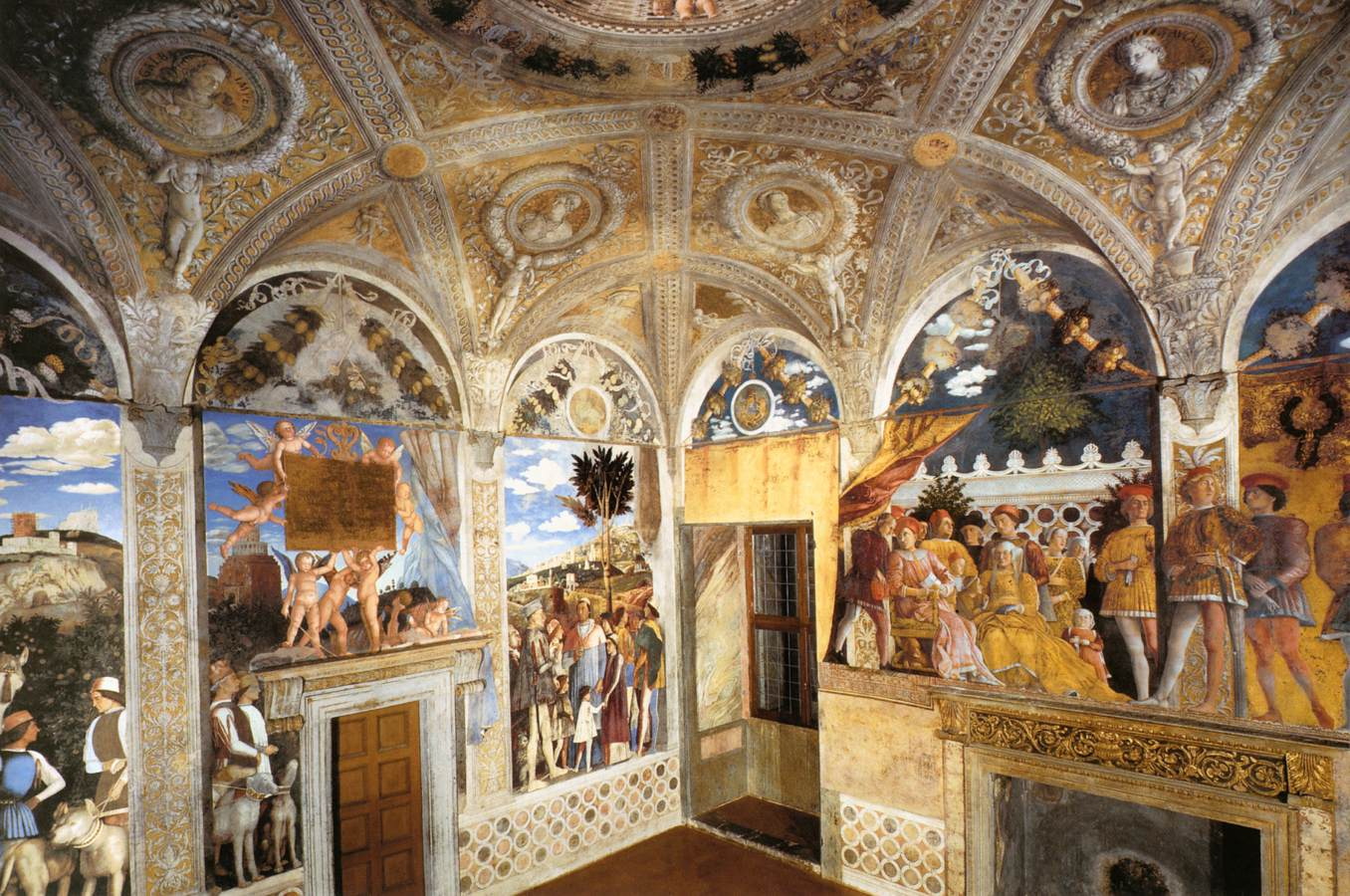
北墙和西墙

婚礼房选择在位于公爵宫的私人部分东北楼的一楼, 窗户位于北墙和东墙，俯瞰中湖（Lago di Mezzo）。这个房间用于几个不同的私密和半私密功能，例如卢多维科的卧室、家族和近臣聚集的会议厅，以及重要宾客的接待室。婚礼房是个半私密性的空间，营造一种排他性的氛围，致力于展示冈萨加家族的财富和文化声望，来打动观众，同时建筑外观并无公开或华丽的展示。在曼特尼亚开始绘画之前，房间本身进行了翻修，尽可能接近一个正方形，长宽均为8米，高7米。 房间的每面墙上都有三重拱顶，北墙设有壁炉，西墙和南墙开门，北墙和东墙开窗。婚礼房的绘制历时十年之久，从1465年到1474年，在完成后不久，就由于使用了“视觉陷阱”（Trompe-l'œil）和“仰角透视法”（di sotto in sù），已经成为广为人知的杰作。

## 北墙

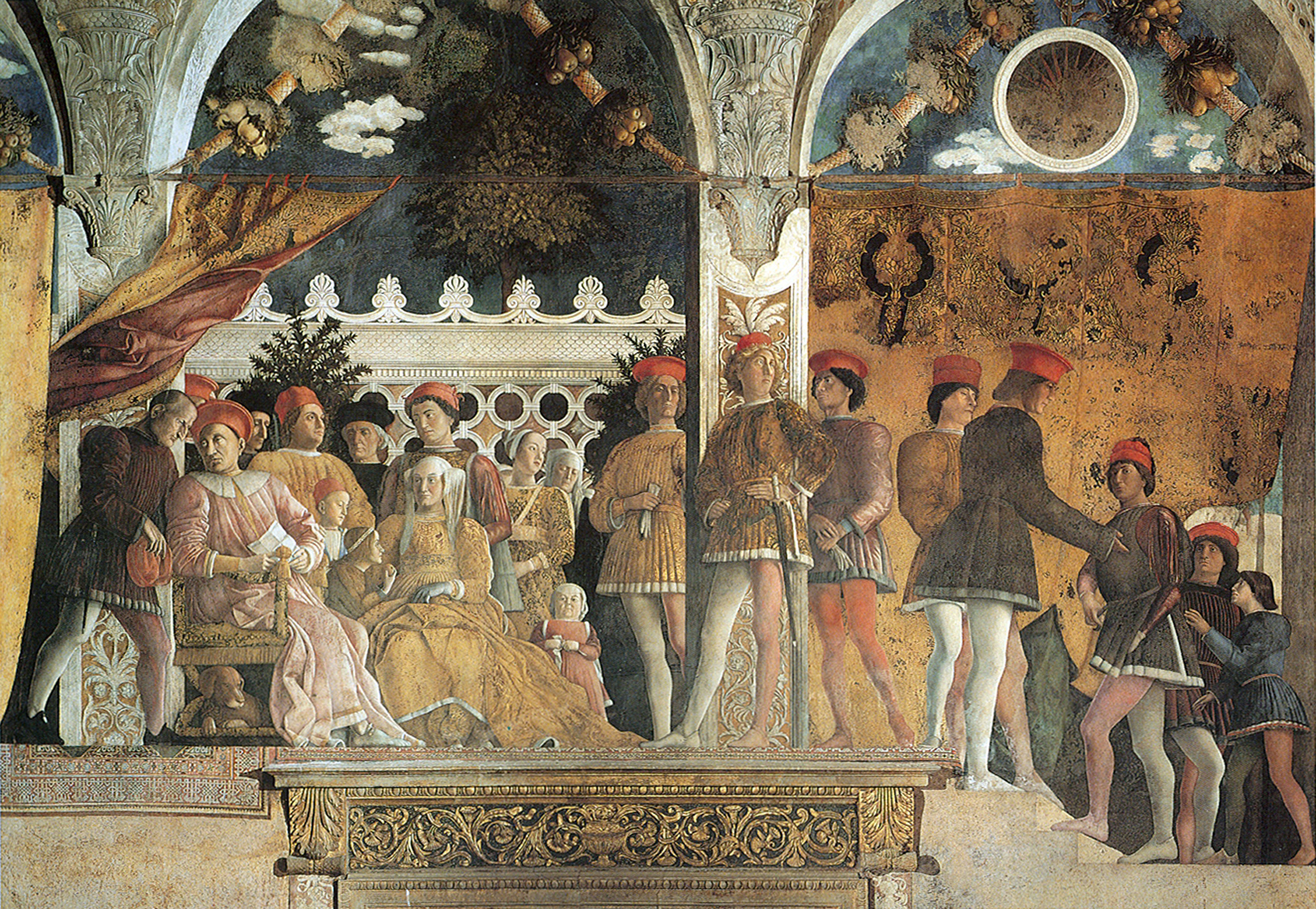
“宫廷场景”

在壁炉一侧上方的北墙上，描绘的“宫廷场景”展示了贡扎加家族被朝臣环绕的场景，卢多维科·贡扎加坐在座位上，与他的秘书马西利奥·安德烈西正在讨论一份文件。坐在右手边的是他的妻子勃兰登堡的芭芭拉，紧靠周围是他们的女儿芭芭拉和保拉，儿子吉安弗朗切斯科、鲁道夫和卢多维基诺，还有小狗鲁比诺，然后是朝臣们。 整个场景使用了错觉艺术，仿佛人物在壁炉上休息，展示了曼特尼亚在作品中将虚构元素和真实元素融为一体的熟练技巧。 人物的位置放置于壁炉上方，高于观众眼睛的高度，加上他们的眼神与观众的交流，产生出贡扎加家族在地位和智力两方面都很崇高的效果。 卢多维科经常坐在他的“宫廷场景”肖像前，接待重要的访客，据说这样一幅未经美化的卢多维科肖像，反而有助于对方相信他是个值得信赖的人。而婚礼房的所有其他奉承元素，都是意图要将贡扎加统治下的曼托瓦，与古罗马的荣耀联系起来。
在画中，卢多维科一家穿着家常的宽松长袍，与房间的半私密性质吻合。从他手中的便条，和他对秘书的咨询来看，当时卢多维科似乎在进行日常管理，发生了一些争论，可能是因为弗朗切斯科一世·斯福尔扎的来信，也可能是因为婚礼房的委托文件。虚构的窗帘似乎被风吹开，让观众能够看见卢多维科的宫廷场景。

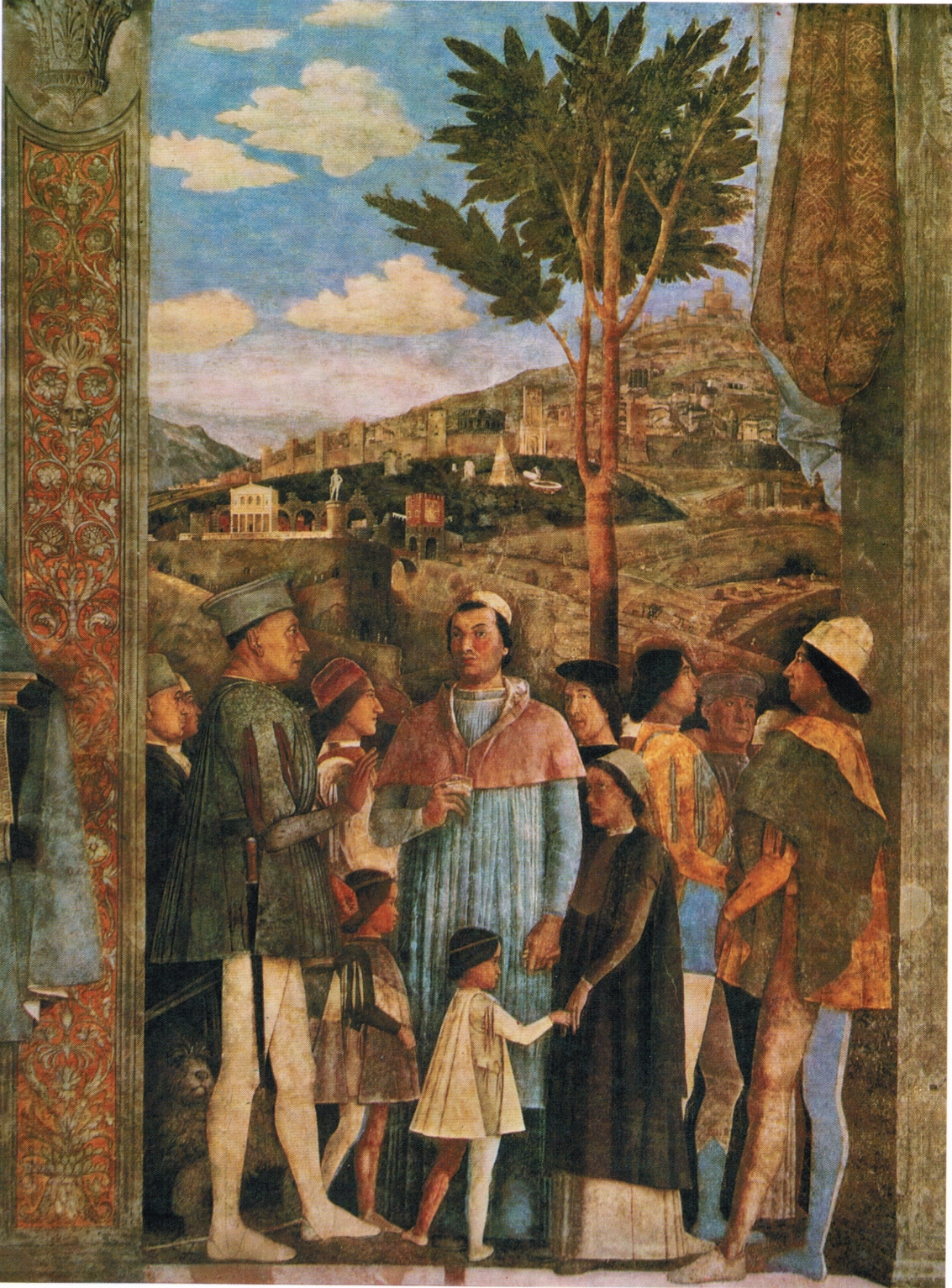
“会见场景”

## 西墙
在西墙上画的是“会见场景”。这幅湿壁画描绘卢多维科与他的二儿子弗朗切斯科·冈萨加的会面。后者在十天前刚成为罗马天主教的枢机主教。旁边是卢多维科的另一个儿子，卢多维基诺（一个小男孩），以及两个孙子，神聖羅馬皇帝腓特烈三世和丹麦国王克里斯蒂安一世
其实，画中描绘的贡扎加家族这些著名政治领袖的这次会面，并未真正发生过。曼特尼亚如此富于想象的描绘，倒是确实说出了贡扎加家族的政治愿望，同时既希望做个好的封臣，又希望能与上级政治精英平等。画中甚至皇帝和国王在视觉上亦不及贡扎加显赫。 值得注意的是，这次想象中的政治会议，缺少曼托瓦军队的主要雇主，加莱亚佐·马里亚·斯福尔扎公爵，再次显示了贡扎加不被其他政治领袖轻视的愿望。而作为这次会议背景的罗马城，却有贡扎加家族纹章的标志，再次暗示，曼托瓦在贡扎加家族统治下是何等辉煌。

## 天花板

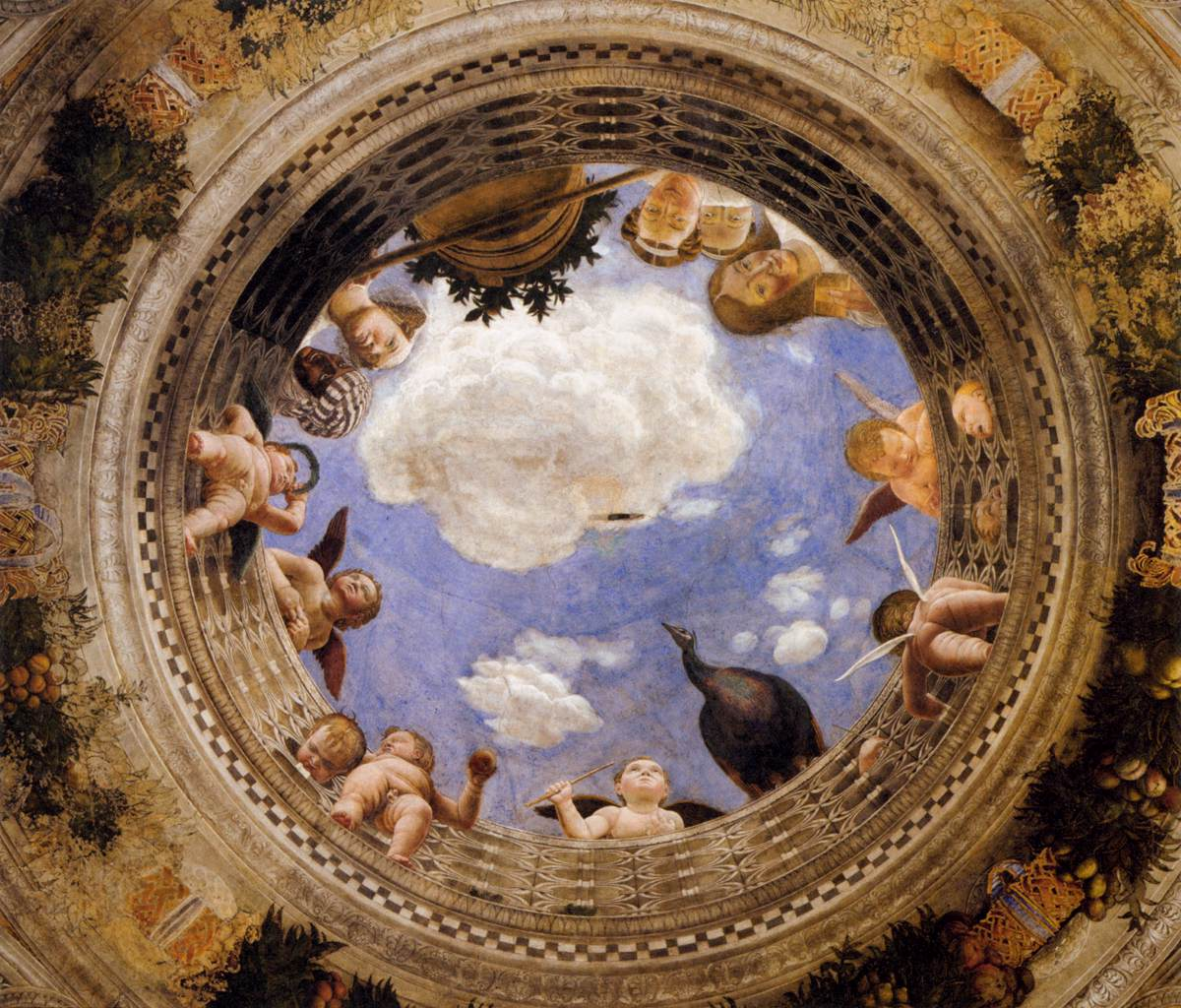
The oculus